# 1775 Zimmerwald
1775 Zimmerwald è un asteroide della fascia principale. Scoperto nel 1969, presenta un'orbita caratterizzata da un semiasse maggiore pari a 2,6014650 au e da un'eccentricità di 0,1863777, inclinata di 12,55470° rispetto all'eclittica.
L'asteroide è dedicato all'omonimo villaggio svizzero dove è situato l'osservatorio omonimo presso cui Paul Wild ha effettuato la scoperta..